# Afreumenes moseri
Afreumenes moseri är en stekelart som först beskrevs av Schulz 1906.  Afreumenes moseri ingår i släktet Afreumenes och familjen Eumenidae. Utöver nominatformen finns också underarten A. m. bidimidiatus.